# Angela Farrell
Angela Farrell (Donegal, 1952) és una cantant irlandesa, actualment retirada del món de l'espectacle i resident a Austràlia. És coneguda per haver estat la representant de la República d'Irlanda al Festival de la Cançó d'Eurovisió el 1971.
Nascuda a Donegal, però establerta més tard a Armagh, a Irlanda del Nord. Va començar a cantar a la seva joventut, sent la seva primera aparició el 1966 a un concert de beneficència a Drogheda. Quan tenia 19 anys treballava en una drogueria i cantava a les nits a diversos cabarets. Era relativament coneguda, atès que havia fet alguna aparició a la televisió i ràdio.
Va ser seleccionada al Concurs Nacional de la Cançó d'Irlanda el 28 de febrer de 1971, organitzat per Radio Televisió d'Irlanda, per representar el país al Festival d'Eurovisió, que aquell any se celebrava a Dublín. Farrell va cantar la cançó One Day Love i va quedar en onzena posició, del total de divuit països participants.
El mateix any, després del festival, va signar un contracte amb George O'Reilly Enterprises per ocupar-se de la nova divisió de cabaret, i va treure un senzill titulat I Am What I Am el desembre, que va quedar entre els deu primers més venuts. Entre 1971 i 1972 va participar en algunes obres musicals, programes de varietats i cabarets. Va treure un darrer senzill el 1972, Top of the World, que no va arribar a entrar a les llistes d'èxits. El 1974 va actuar per darrera vegada a un cabaret. Posteriorment, va traslladar-se a Austràlia amb la seva família, retirada del món de l'espectacle.